# Abbazia delle Tre Fontane
L'abbazia delle Tre Fontane è l'unica abbazia trappista di Roma.
Deve il nome alla leggenda che vuole che san Paolo sia stato decapitato in questo luogo e che la sua testa, recisa dal collo, sia rimbalzata tre volte e che, a ogni urto sul terreno, abbia miracolosamente fatto spillare una fonte d'acqua. È monumento nazionale italiano. 

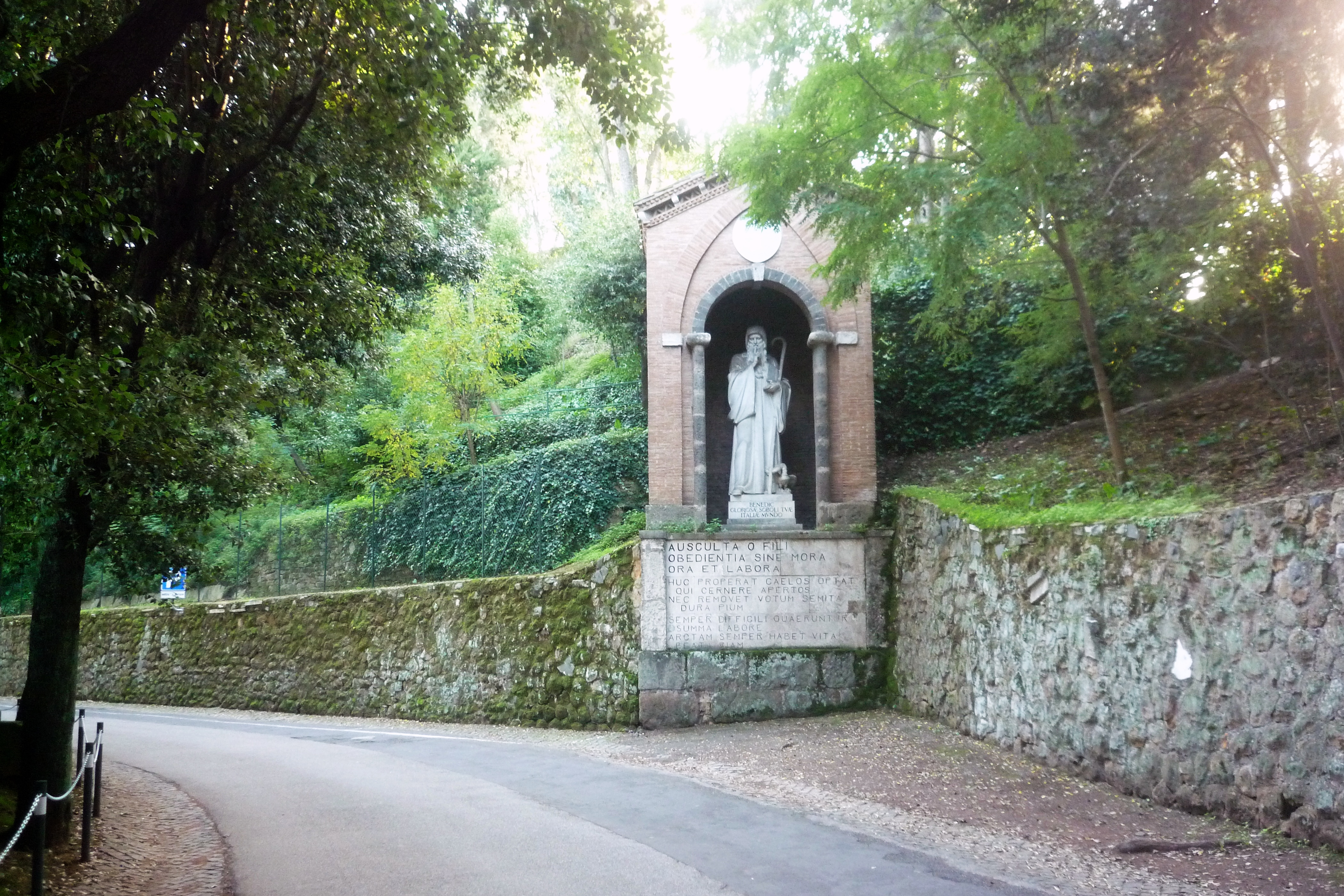
Viale delle Acque Salvie verso l'abbazia delle Tre Fontane

## Storia
Il complesso abbaziale è posto in una valletta percorsa dall'antica via Laurentina, in una località detta, almeno dal VI secolo d.C., Aquae Salviae; il toponimo unisce, si pensa, la menzione delle sorgenti della zona al nome della famiglia che possedeva la tenuta in epoca tardo-latina.

### Il monastero greco-armeno
A metà del VII secolo, in occasione del sinodo tenuto da Martino I nel 649, è attestata in Roma la presenza di un «venerabile abate Giorgio, del monastero di Cilicia che sorge alle Acque Salvie della nostra città». Il primo stanziamento nel sito fu dunque quello greco-armeno, al quale l'imperatore Eraclio avrebbe inviato in dono, come preziosa reliquia, la testa del martire persiano Anastasio. Appartiene a quest'epoca la fondazione della chiesa dedicata alla Madonna, che diverrà poi Chiesa di Santa Maria Scala Coeli.
Come attesta il Liber Pontificalis, alla fine dell'VIII secolo il monastero e la chiesa andarono a fuoco, e furono da questo stesso papa restaurati e nuovamente dotati, ed anche i papi successivi, tra il IX e il XII secolo mostrarono con donazioni il loro favore per il monastero. La rilevanza dell'istituzione nell'assetto feudale della Chiesa dell'epoca è ulteriormente segnalata dall'attribuzione al monastero di feudi nella Maremma toscana (Ansedonia, Orbetello, il monte Argentario,  l'isola del Giglio), attraverso un'apocrifa donazione di Carlo Magno.

### L'abbazia cluniacense
Alla fine dell'XI secolo, forse perché il monastero armeno era effettivamente decaduto o perché i cluniacensi stavano diventando il più potente ordine monastico del tempo e il papa aveva bisogno di alleati potenti nella sua lotta contro l'imperatore, o per tutti questi motivi insieme, sta di fatto che Gregorio VII affidò a quest'ordine, attorno al 1080, l'abbazia e i suoi possedimenti.
Pochi decenni dopo tuttavia, nel 1140, il monastero fu tolto da Innocenzo II ai cluniacensi (che avevano assecondato lo scisma di Anacleto II) ed assegnato ai cistercensi.

### L'abbazia cistercense

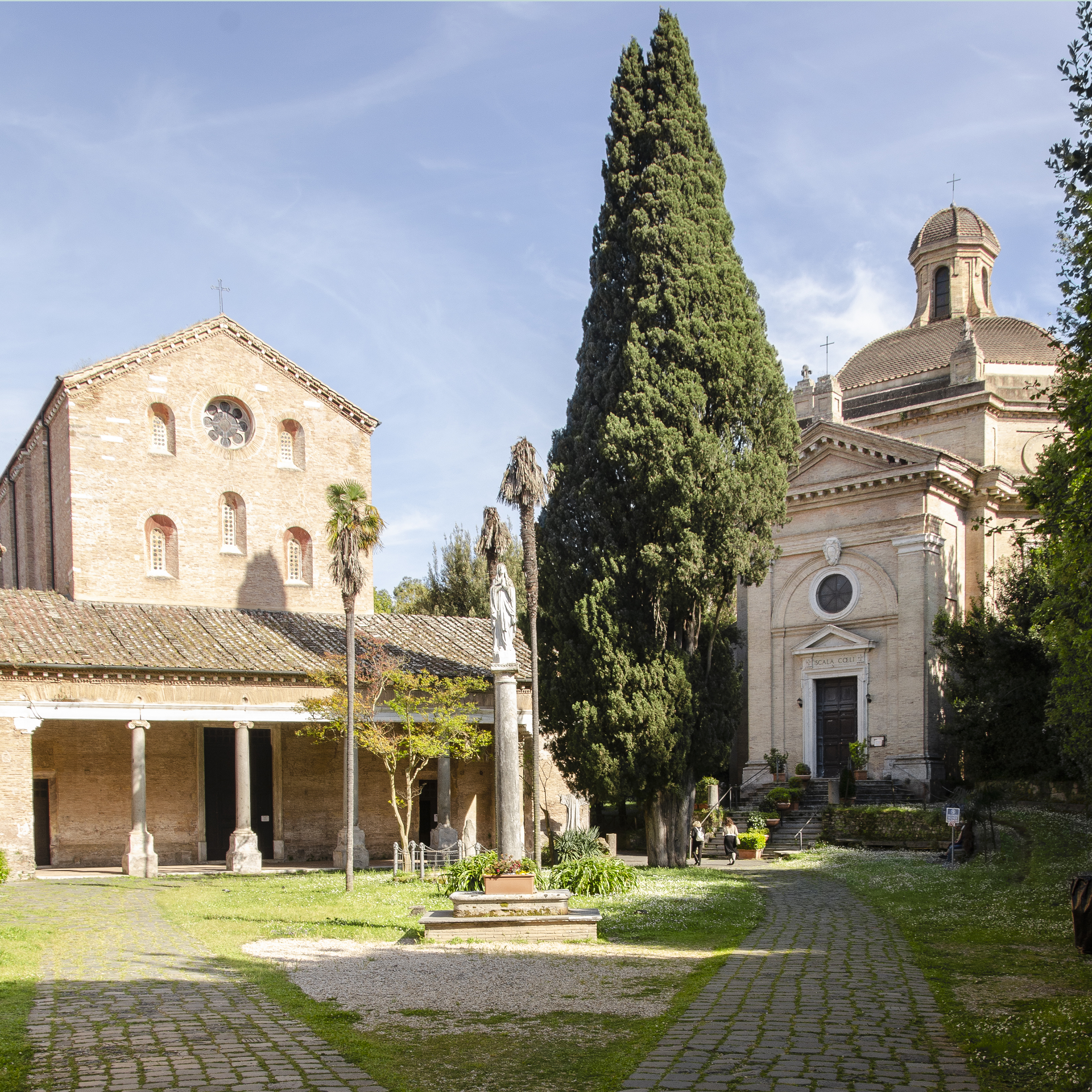
La piazza davanti alle chiese: Santa Maria Scala Coeli (a destra) e Santi Anastasio e Vincenzo (a sinistra)

È a questo periodo che risale la costruzione della chiesa abbaziale e la struttura del monastero come oggi lo conosciamo: in un documento del 1161 vengono menzionate per la prima volta tutte e tre le chiese che ne fanno parte.
La sua ritrovata e crescente potenza è confermata dal fatto che il suo primo abate cistercense divenne poi papa Eugenio III.
Questa potenza crebbe nei due secoli successivi, con la fondazione di 5 abbazie "filiali", quasi tutte intitolate a santa Maria, a Penne, a Manoppello, a Nemi (dove i monaci assediati dalla malaria andavano a passare l'estate), all'isola di Ponza, a Montalto di Castro (ma questa era intitolata a sant'Agostino) e a Girifai in Sardegna.
Il monastero venne completato nel 1306 e nel 1370 arricchì il proprio prestigio con le reliquie di san Vincenzo di Saragozza, che divenne contitolare della chiesa abbaziale.
Finita l'epoca eroica del monachesimo, nel 1408 l'abbazia fu trasformata in Commenda da Martino V, ma continuò ad essere tenuta dai cistercensi.
La vita dell'abbazia si interruppe nel 1808, quando fu soppressa dai francesi: saccheggiato e disperso il suo patrimonio, trasferiti alla Biblioteca Vaticana e alla Casanatense i libri e gli archivi, infestato il luogo dalla malaria, la struttura andò completamente in rovina.

### I Trappisti
Francesi erano stati i distruttori dell'abbazia e ai francesi si dovette la sua resurrezione: in occasione del Giubileo straordinario indetto nel 1867 per il diciottesimo centenario del martirio di Pietro e Paolo, Pio IX riuscì a trovare gli ingenti fondi necessari per i restauri. Grazie al munifico benefattore francese,  conte de Moumilly, fu ripristinata con bolla papale del 1868 una comunità residente (che doveva avere almeno 14 componenti), e l'abbazia venne affidata a monaci trappisti, ordine cistercense riportato dal francese Armand Jean le Bouthillier de Rancé nel XVIII secolo alla cosiddetta "antica osservanza", perché provvedessero al restauro degli edifici e alla bonifica del territorio.
Dopo la liquidazione dell'asse ecclesiastico i trappisti ottennero 450 ettari del territorio delle Acque Salvie in enfiteusi perpetua, con la condizione di mettervi a dimora, per la sua bonifica, 125.000 piante di Eucalyptus.
La bonifica fu effettivamente realizzata (attraverso canalizzazioni, eucalipti, ma soprattutto l'interramento di uno stagno che costituiva il focolaio di malaria della valle), e il territorio dell'abbazia è oggi in salvo, benché modificato nella sua fisionomia dall'espansione urbanistica nel territorio circostante e dalla connessa viabilità a scorrimento veloce.
Il 25 marzo 1981, con la bolla Abbatia SS. Vincentii et Anastasii, papa Giovanni Paolo II soppresse l'abbazia territoriale delle Tre Fontane. L'abbazia passò sotto la giurisdizione della diocesi di Roma, mentre i territori dipendenti dalla diocesi abbaziale furono incorporati nella diocesi di Sovana-Pitigliano (Orbetello, Capalbio, Monte Argentario e Isola del Giglio), nella diocesi di Nepi (Monterosi) e nella diocesi di Civita Castellana (Ponzano Romano e Sant'Oreste).

## Il monastero fortificato

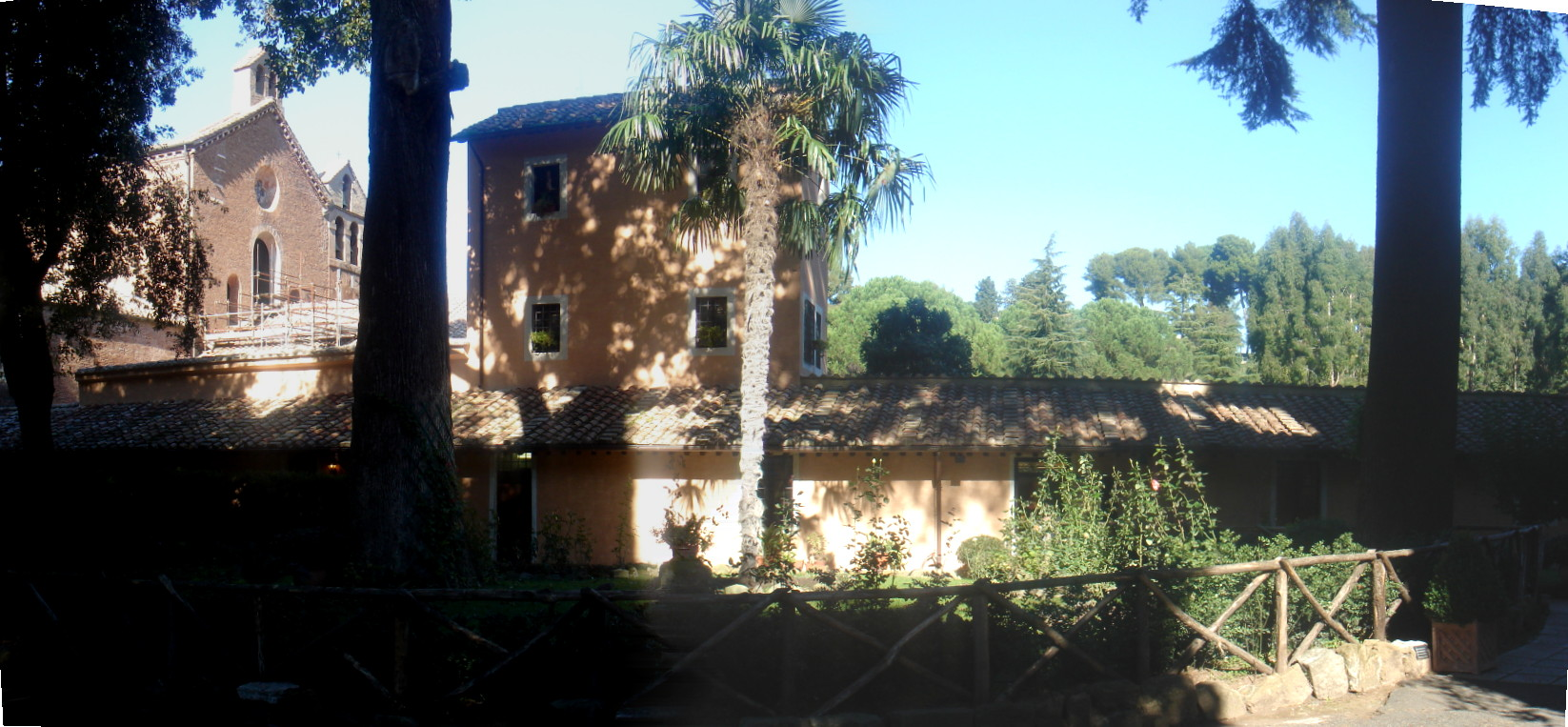
Recinto e torre del convento dei trappisti

Come tutti gli analoghi complessi dell'epoca, l'abbazia delle Tre Fontane presenta caratteri di monastero fortificato: lo si vede bene nel portale d'ingresso, che fa pensare a quello dei Santi Quattro Coronati.
Il portale è detto Arco di Carlo Magno perché gli affreschi al suo interno ricordavano la presunta donazione dei possedimenti di Maremma da cui nasceva la ricchezza dell'istituzione: secondo la leggenda, papa Leone III fece portare la reliquia di sant'Anastasio in soccorso di Carlo Magno impegnato a togliere Ansedonia ai Longobardi; le mura crollarono per un terremoto, Carlo Magno vinse la sua guerra, e il monastero fu dotato di ampi possedimenti in Maremma.
Le costruzioni dell'abbazia e il chiostro sono posti sulla sinistra della chiesa. Siccome i monaci vivono in clausura, l'interno è raramente visitabile.

## Le tre chiese

### Chiesa abbaziale dei Santi Anastasio e Vincenzo
La chiesa abbaziale è rimasta praticamente intatta nelle forme in cui fu costruita nel XII secolo.
Il primo dedicatario fu e rimase Sant'Anastasio, militare persiano dell'esercito di Cosroe vissuto nel VII secolo, che aveva subito il martirio nel 624, la cui testa fu la prima importante reliquia pervenuta nel sito, pochi anni dopo il martirio (scomparsa alla fine del XIV secolo e ritrovata a Santa Maria in Trastevere). Lo si ricorda il 22 gennaio, giorno della morte.
Nel 1370 l'abbazia fu arricchita da altre reliquie di san Vincenzo di Saragozza, al quale venne anche dedicata la chiesa.
La mano cistercense - la cui opera sommerse completamente i resti della primitiva costruzione - è riconoscibile nello stile solido, severo e spoglio della chiesa e degli altri edifici conventuali, e nel fatto che tutto sia costruito, all'uso lombardo, in laterizio, quasi senza ricorrere a materiali di spoglio, al contrario dell'uso romano del tempo. Cistercensi e lombarde furono probabilmente, magari provenienti dalla quasi contemporanea abbazia di Chiaravalle, le maestranze che edificarono, introducendo nell'uso edilizio romano le volte a sesto acuto fin allora quasi sconosciute in città.
Sui massicci pilastri laterali, collegati da volte a tutto sesto, poggiava in origine una volta a sesto acuto, rimasta oggi soltanto sulle cappelle laterali, mentre quella della chiesa, rovinata nel tempo, è stata sostituita da capriate di legno a vista.
Le uniche decorazioni consistono in grandi figure degli apostoli rappresentate sui pilastri della navata.

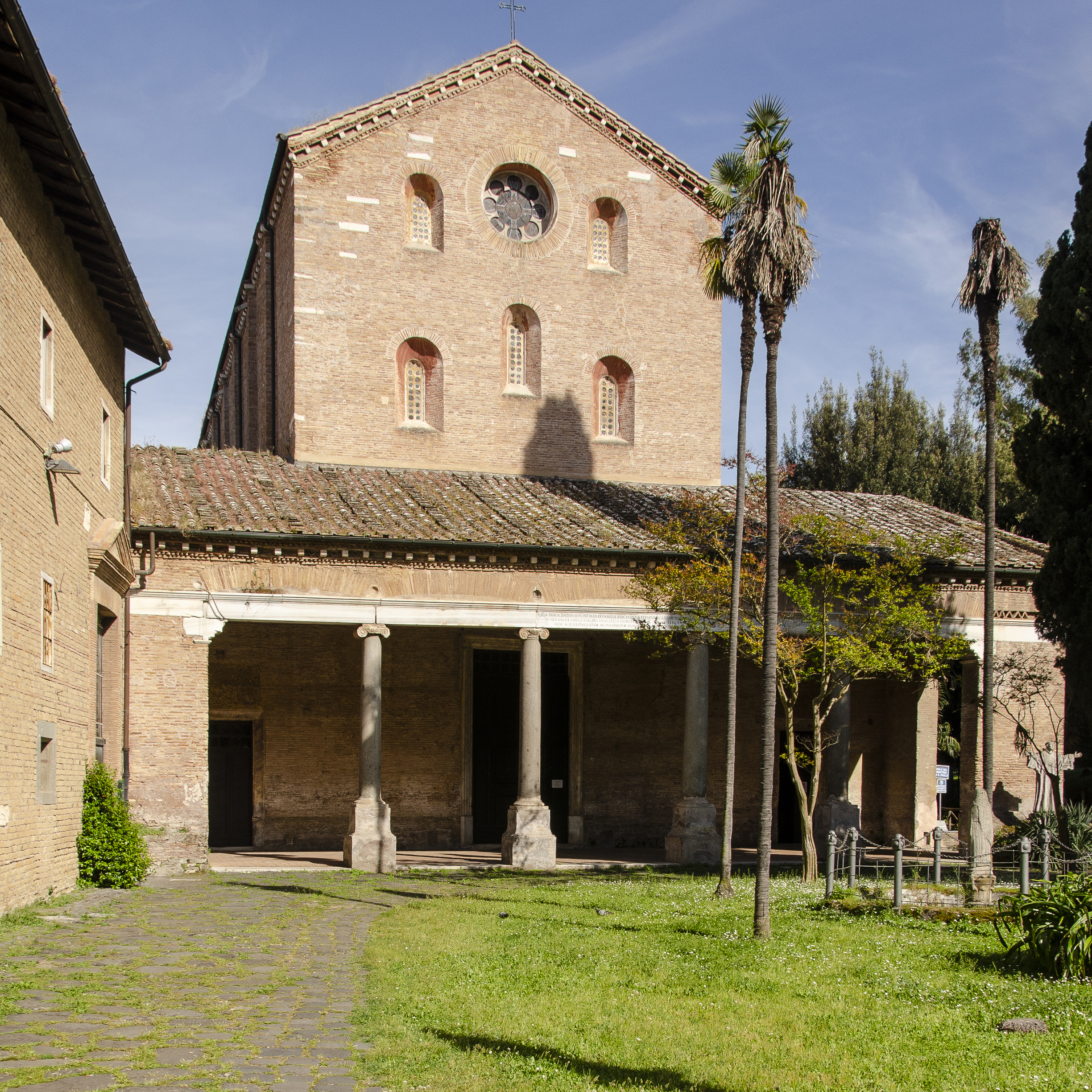
Chiesa abbaziale: facciata
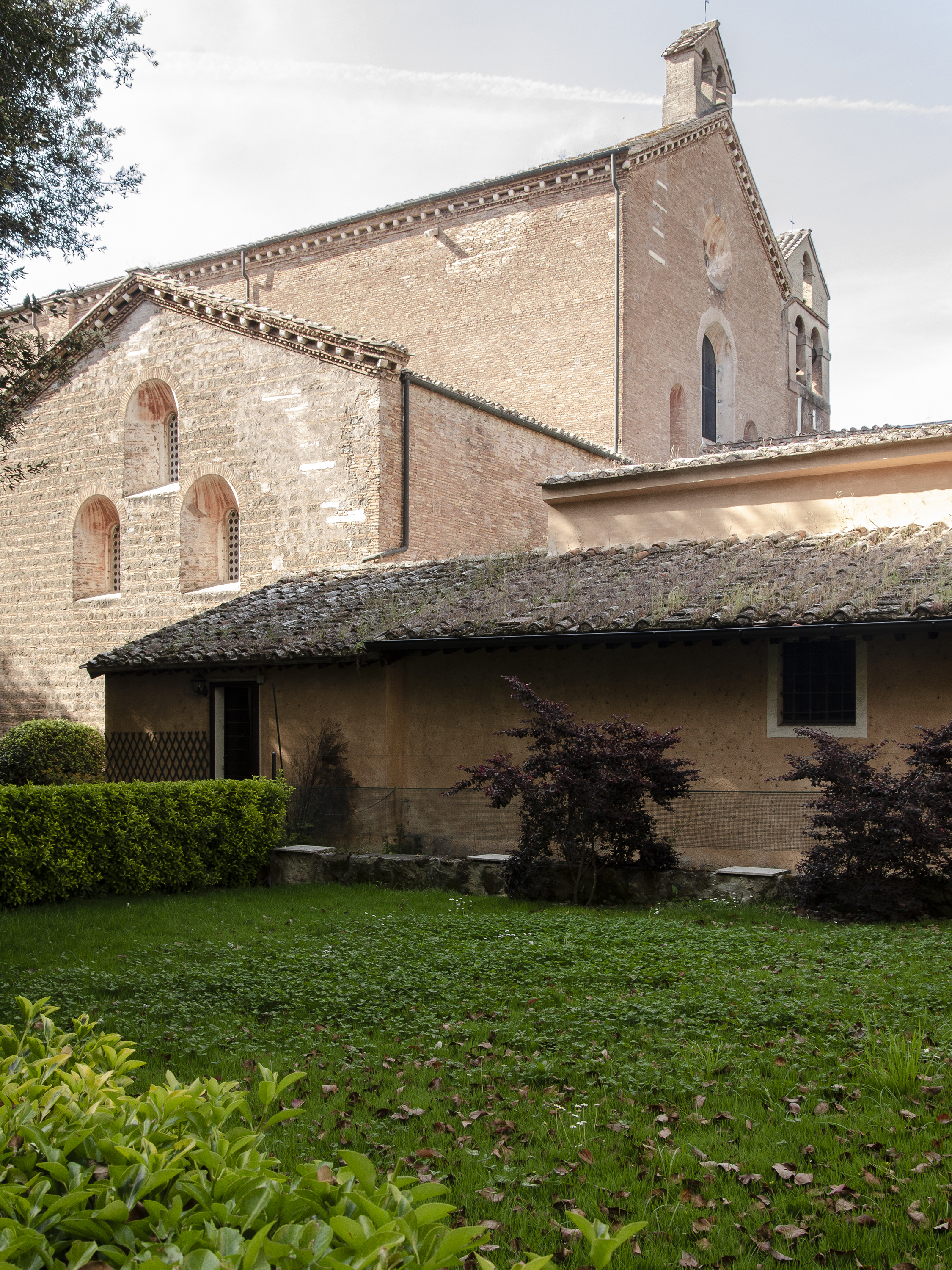
La zona absidale con i campanili a vela
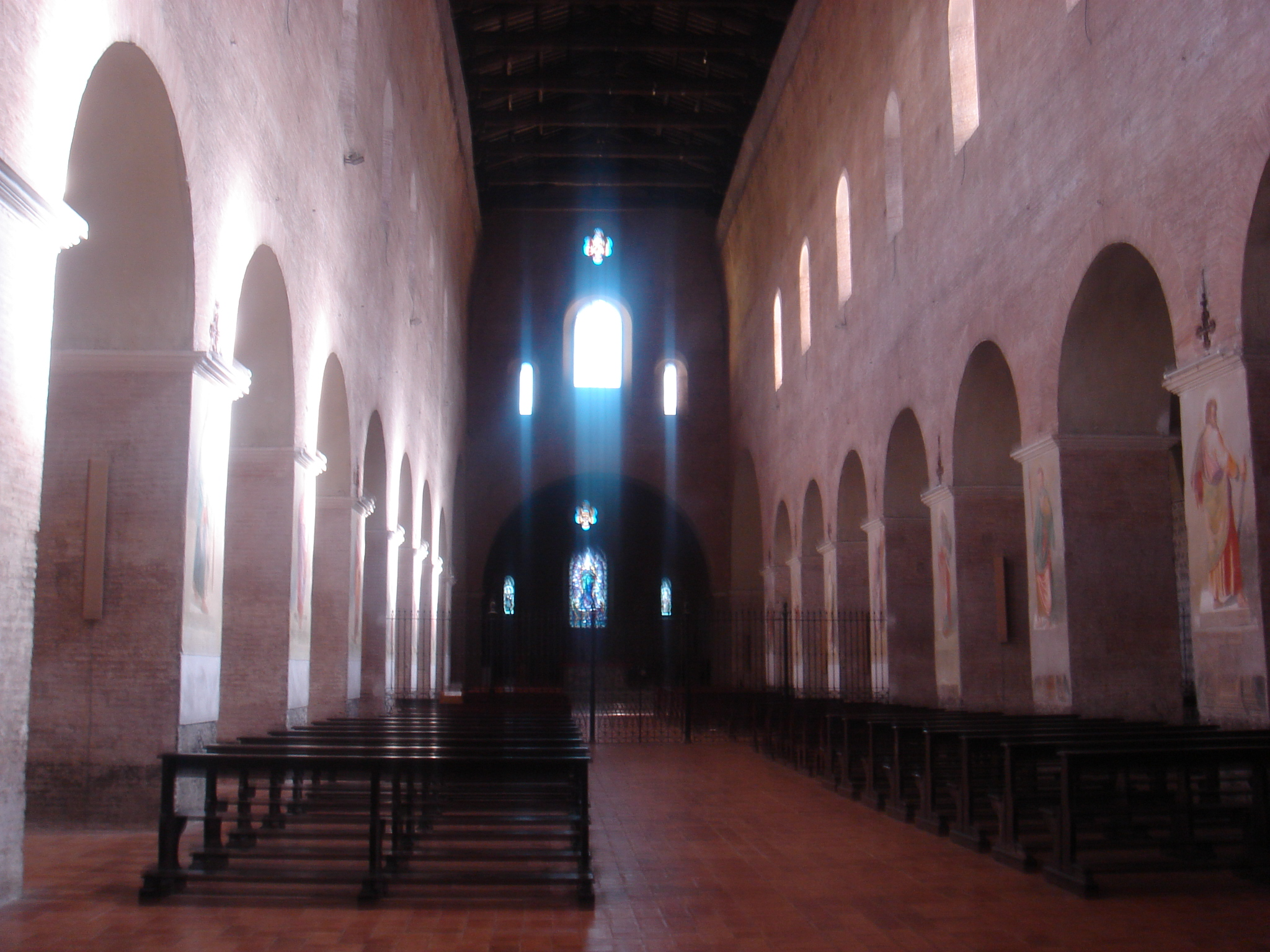
Interno
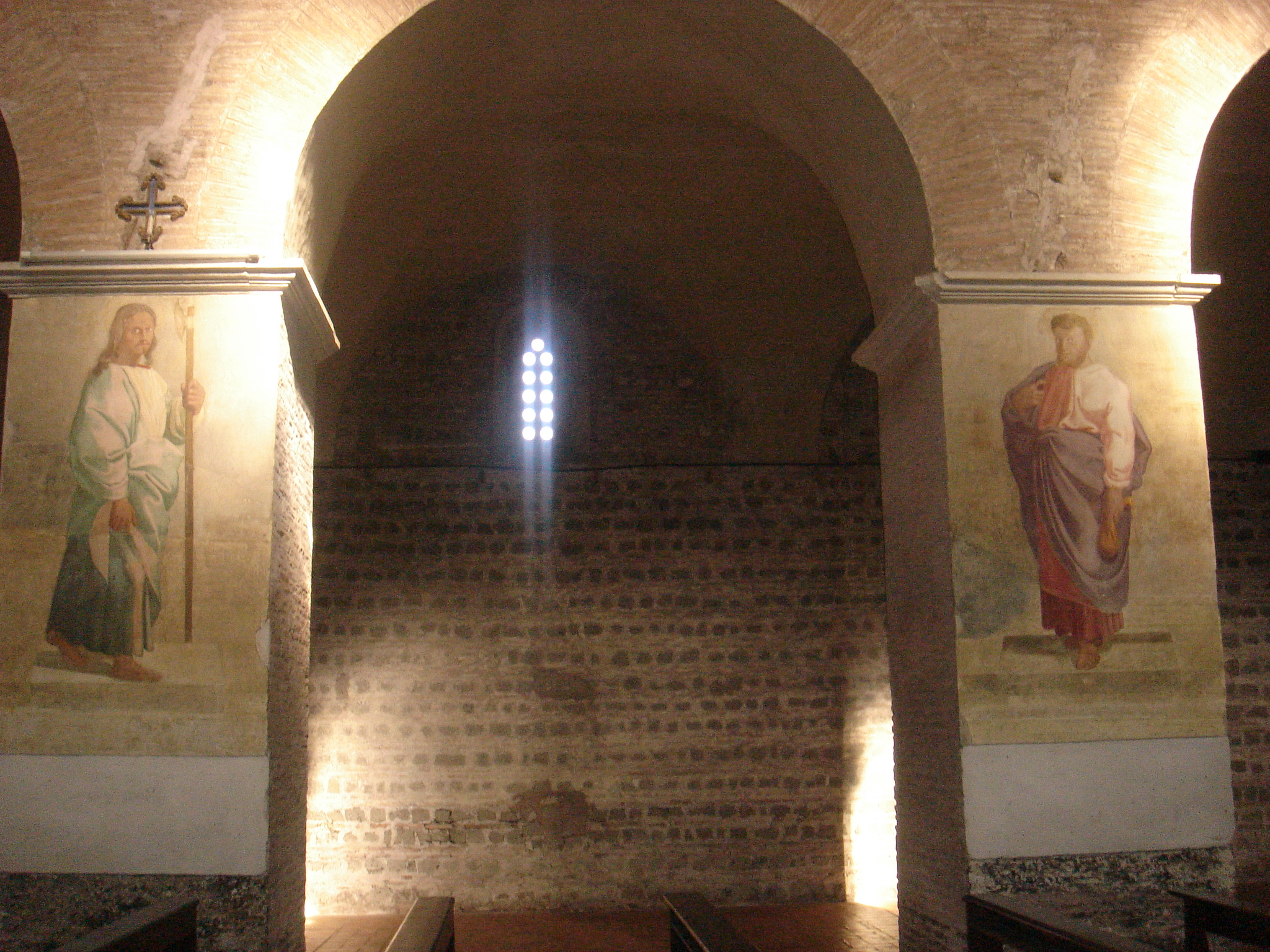
Pilastri ed arco della navata sinistra

### La chiesa (della decapitazione) di san Paolo

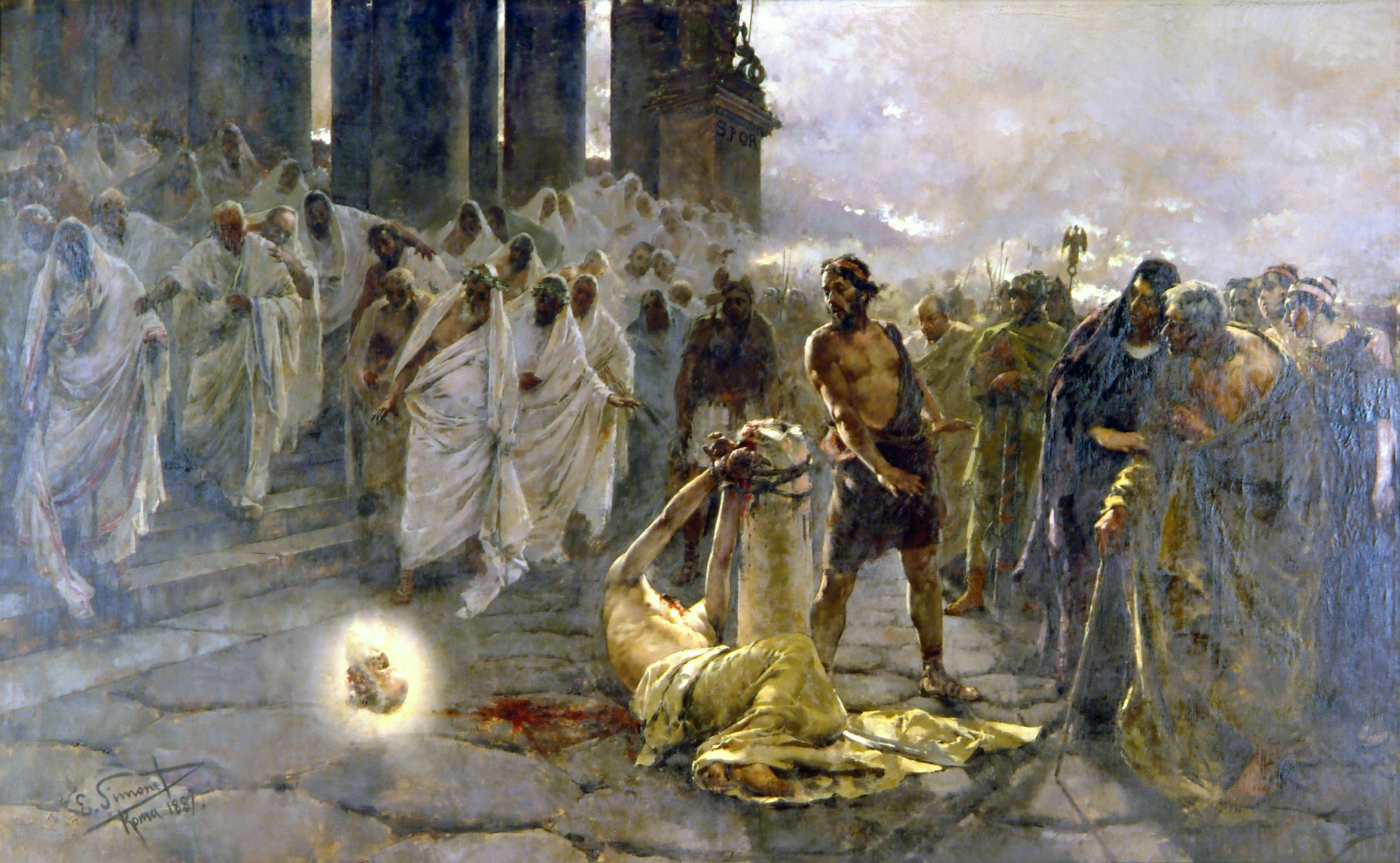
Decapitazione di San Paolo, dipinto di Enrique Simonet, 1887

La principale delle tradizioni collegate all'abbazia è quella che indica la valle come luogo della decapitazione di san Paolo, il 29 giugno del 67: la testa, cadendo a terra, avrebbe fatto tre rimbalzi, da ognuno dei quali sarebbe scaturita una fonte.
Prevalse poi la tradizione che voleva la decapitazione di san Paolo avvenuta lungo la via Ostiense, nel luogo dove fu poi sepolto e fu costruita in epoca costantiniana la basilica di San Paolo fuori le mura. Ad aquas salvias sorse comunque, in tempi antichi, un oratorio che ricordava la decapitazione e fondava la connessa leggenda. Su questa chiesa insiste la diaconia di San Paolo alle Tre Fontane istituita da papa Benedetto XVI nel 2010.
È questo il punto focale originario del sito. Se ne descrive l'origine con le parole dell'Armellini:
Nel 1599 il cardinale Pietro Aldobrandini fece rifare interamente l'oratorio da Giacomo della Porta, su una pianta molto semplice a unica navata trasversale con due cappelle laterali, lungo la quale tre nicchie ospitano le tre fonti (dove però l'acqua non scorre più dal 1950). Nel vestibolo è stato conservato l'impianto antico dell'oratorio e, sul pavimento, il mosaico precedente alla ricostruzione cinquecentesca. Un altro mosaico più ampio con le immagini delle Quattro stagioni, proveniente dal mitreo imperiale di Ostia, fu installato nella navata centrale con il restauro ottocentesco.
Sull'altare della cappella di sinistra era installata la Crocifissione di Guido Reni, trasferita a Parigi dai francesi nel 1797. Quando fu recuperata, venne allocata alla Pinacoteca Vaticana: la pala attualmente in loco è una copia.

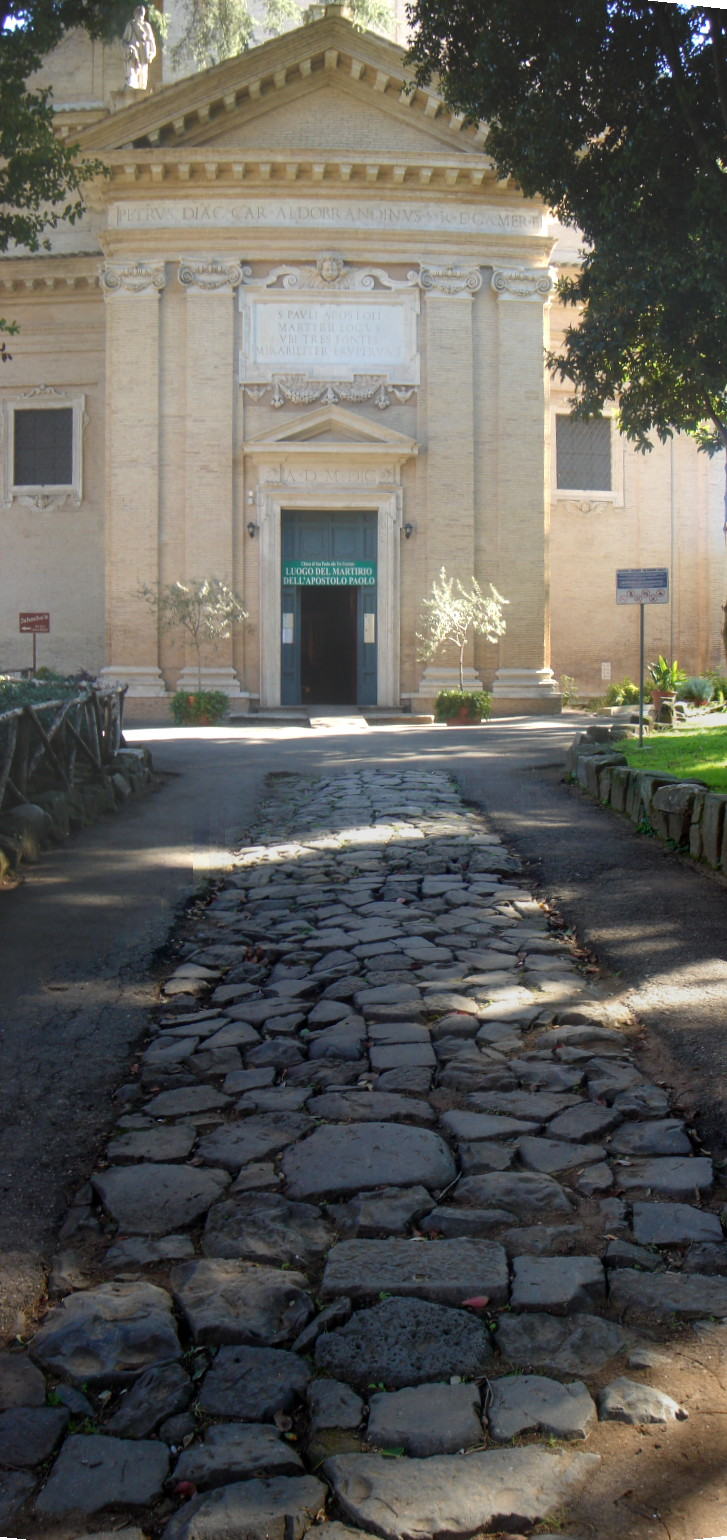
La facciata dell'oratorio, con il basolato dell'antica strada
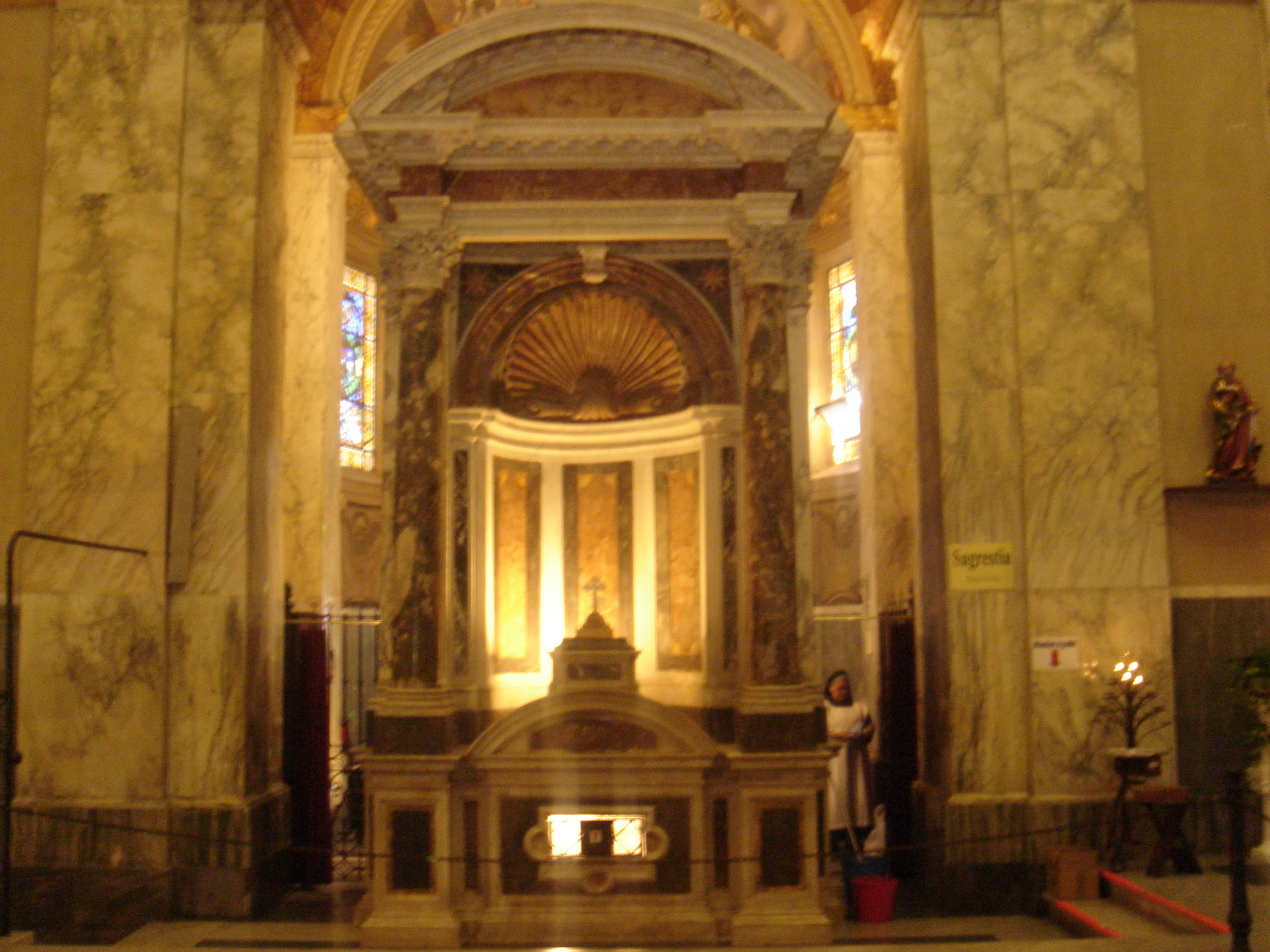
Abside, con la fontana centrale
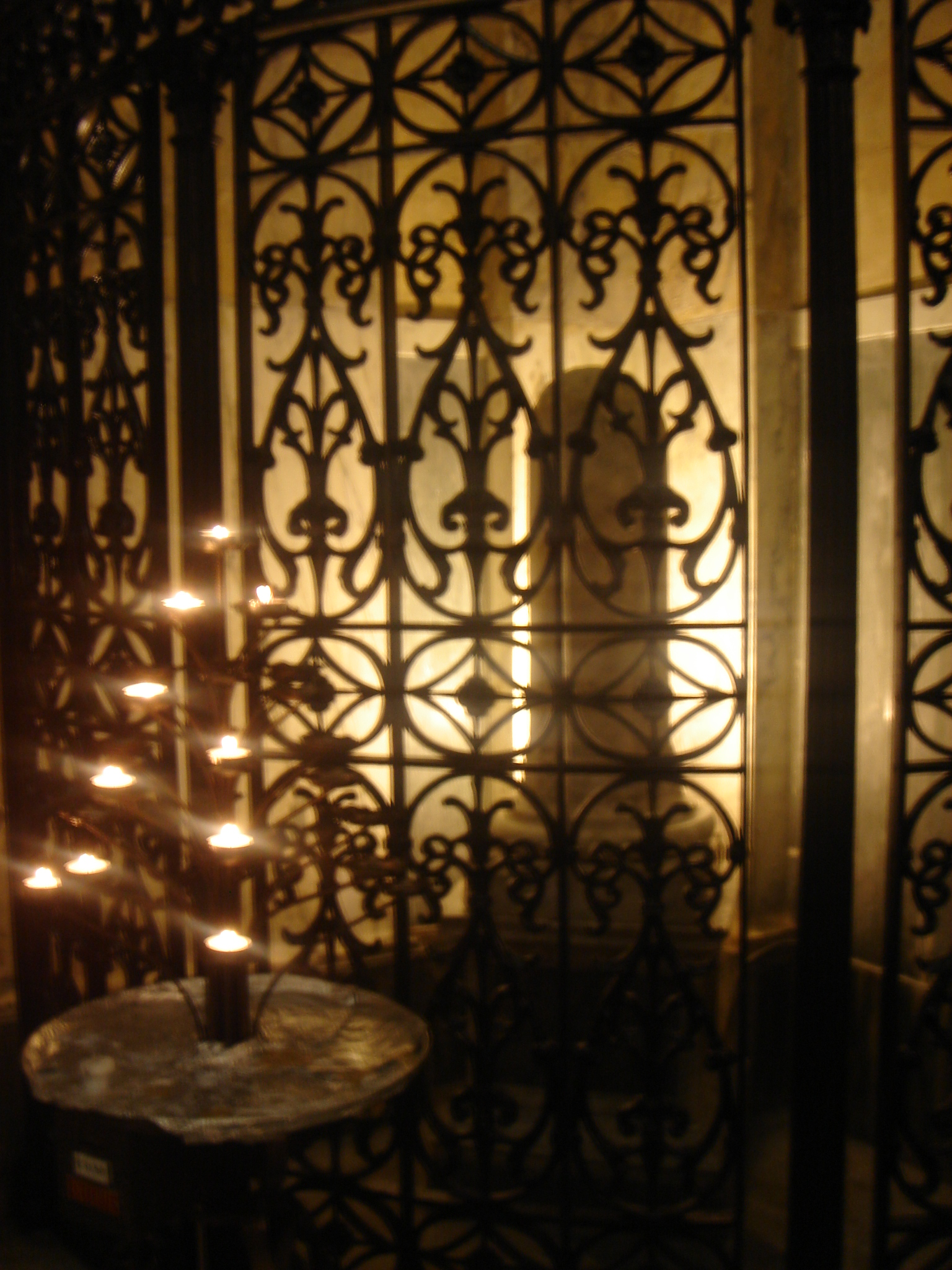
La colonna del martirio di san Paolo
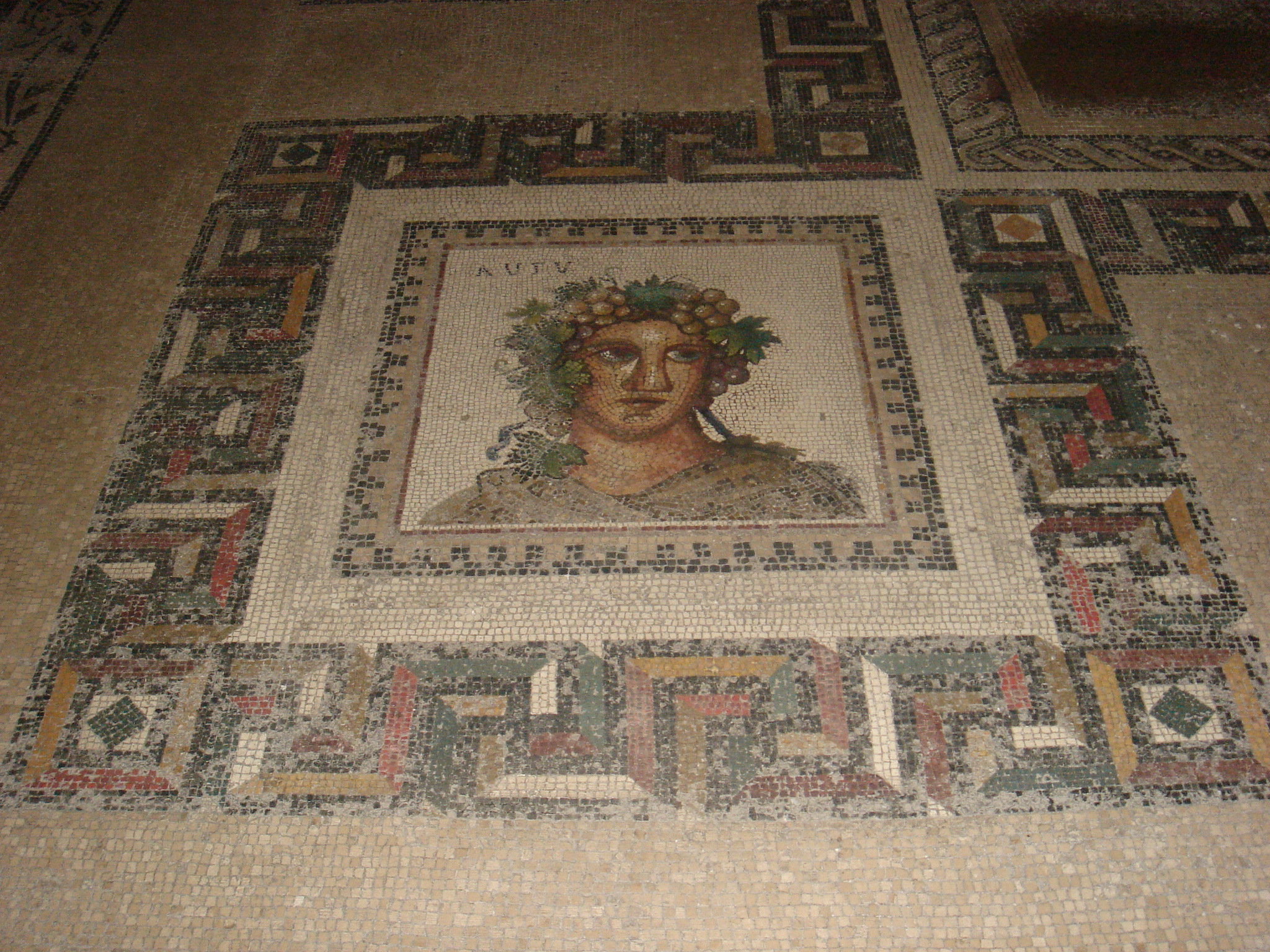
Particolare del mosaico delle Quattro stagioni

### Santa Maria Scala Coeli
Nel sito esisteva fin dai primi secoli un altro oratorio, dedicato alla Madonna, costruito su una cripta dove si diceva sepolto il tribuno Zenone con i suoi 10.203 soldati, mandati a morte da Diocleziano dopo aver costruito le grandi terme.
A sinistra dell'altare della cripta, una finestrella lascia vedere un altare pagano dedicato alla dea Dia, divinità agricola romana cui tributavano culto gli Arvali; dall'analoga finestrella a destra si vedono le tracce di un antico cimitero cristiano, considerato l'ultima prigione di san Paolo prima della decapitazione.
Il nome Scala Coeli, iscritto anche sulla porta, nasce da una visione avuta nel 1138 dal fondatore dei cistercensi Bernardo di Chiaravalle, nella quale la Madonna accoglieva le anime dei defunti che salivano in cielo lungo una scala.
L'oratorio crollò alla fine del XVI secolo, e la sua ricostruzione ex novo fu affidata dal cardinale Alessandro Farnese a Giacomo Della Porta, che realizzò, tra il 1582 e il 1584, l'attuale elegante cappella a pianta ottagonale.

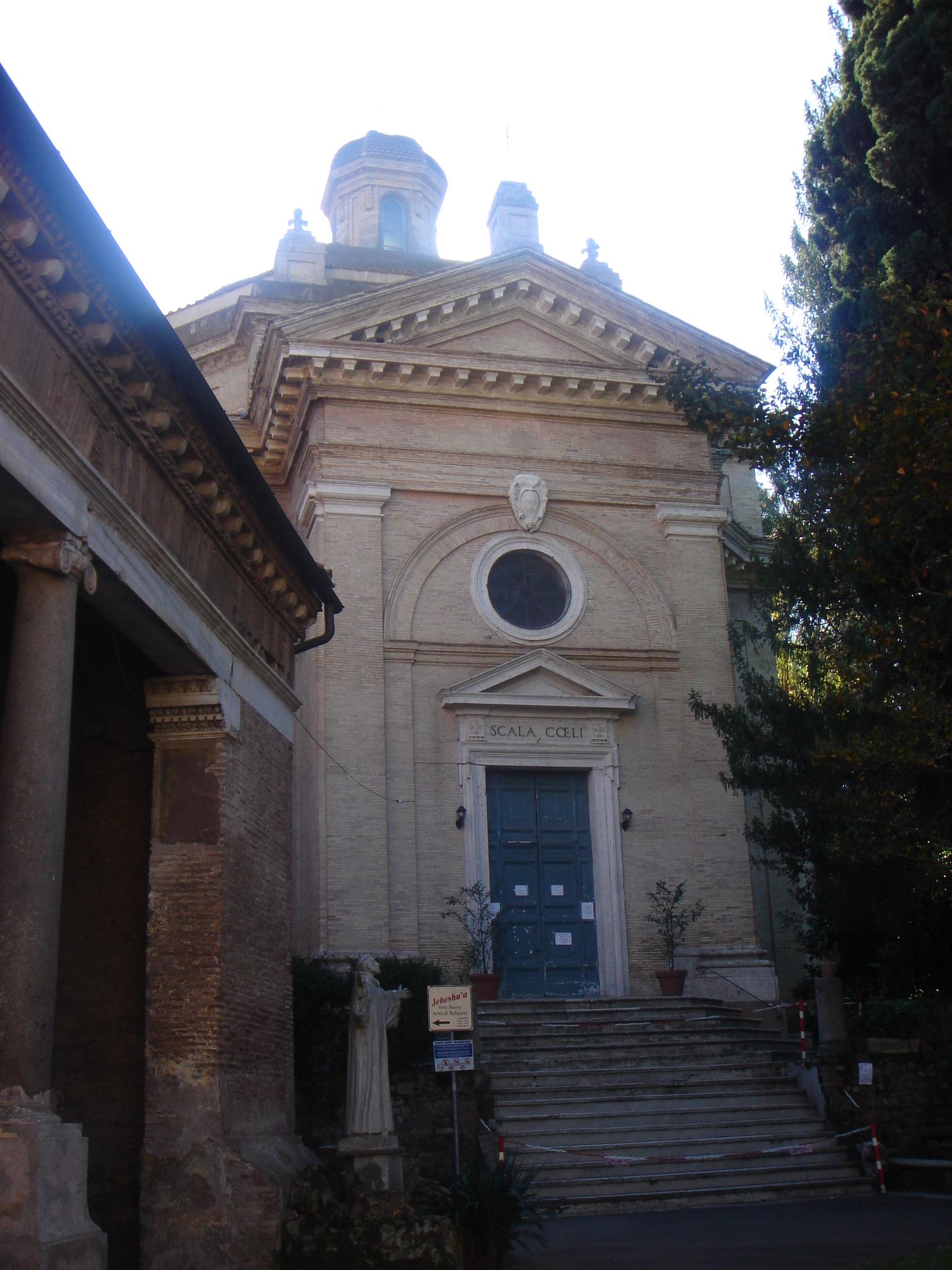
Santa Maria in Scala Coeli
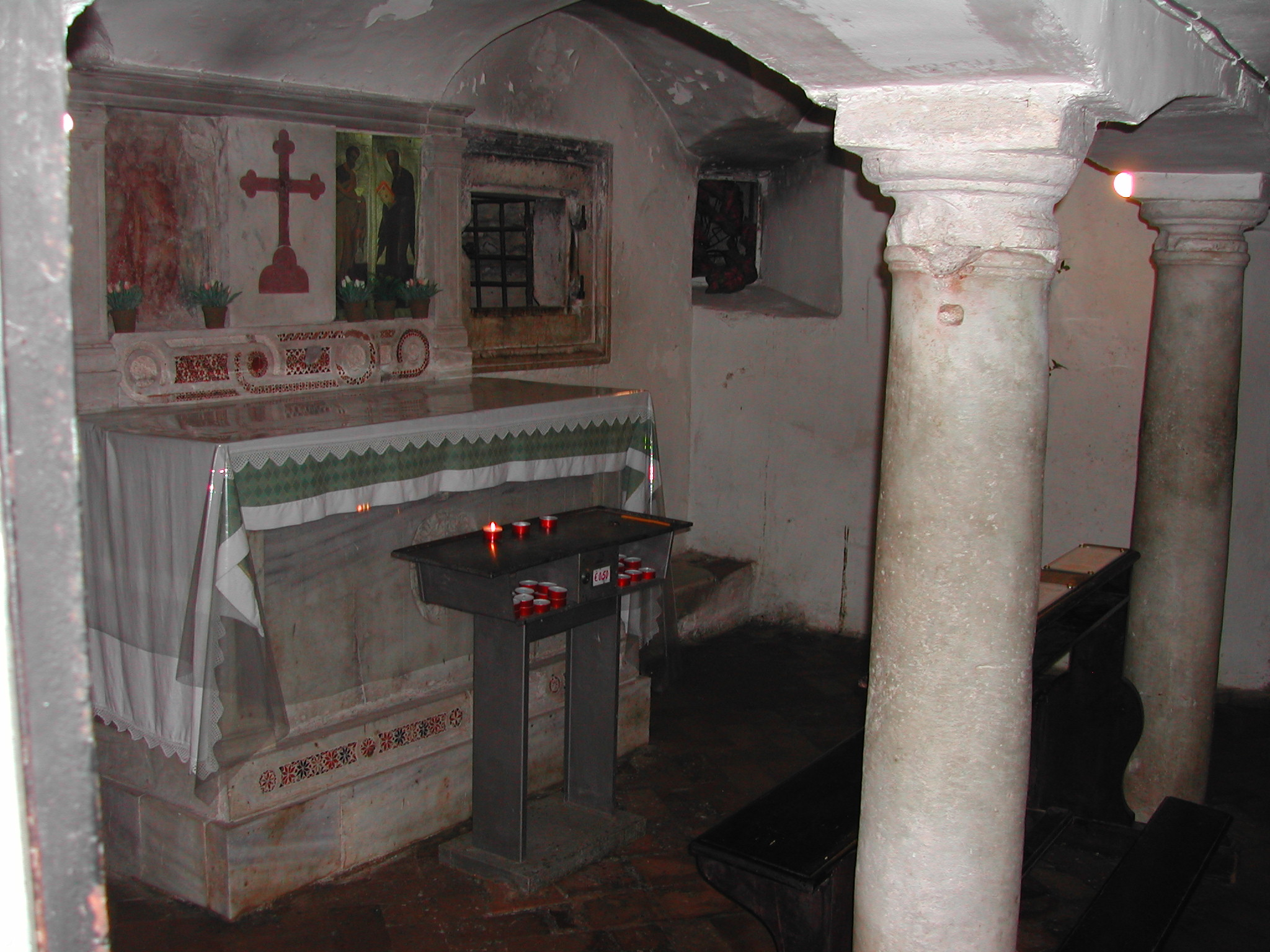
Cripta di san Zenone
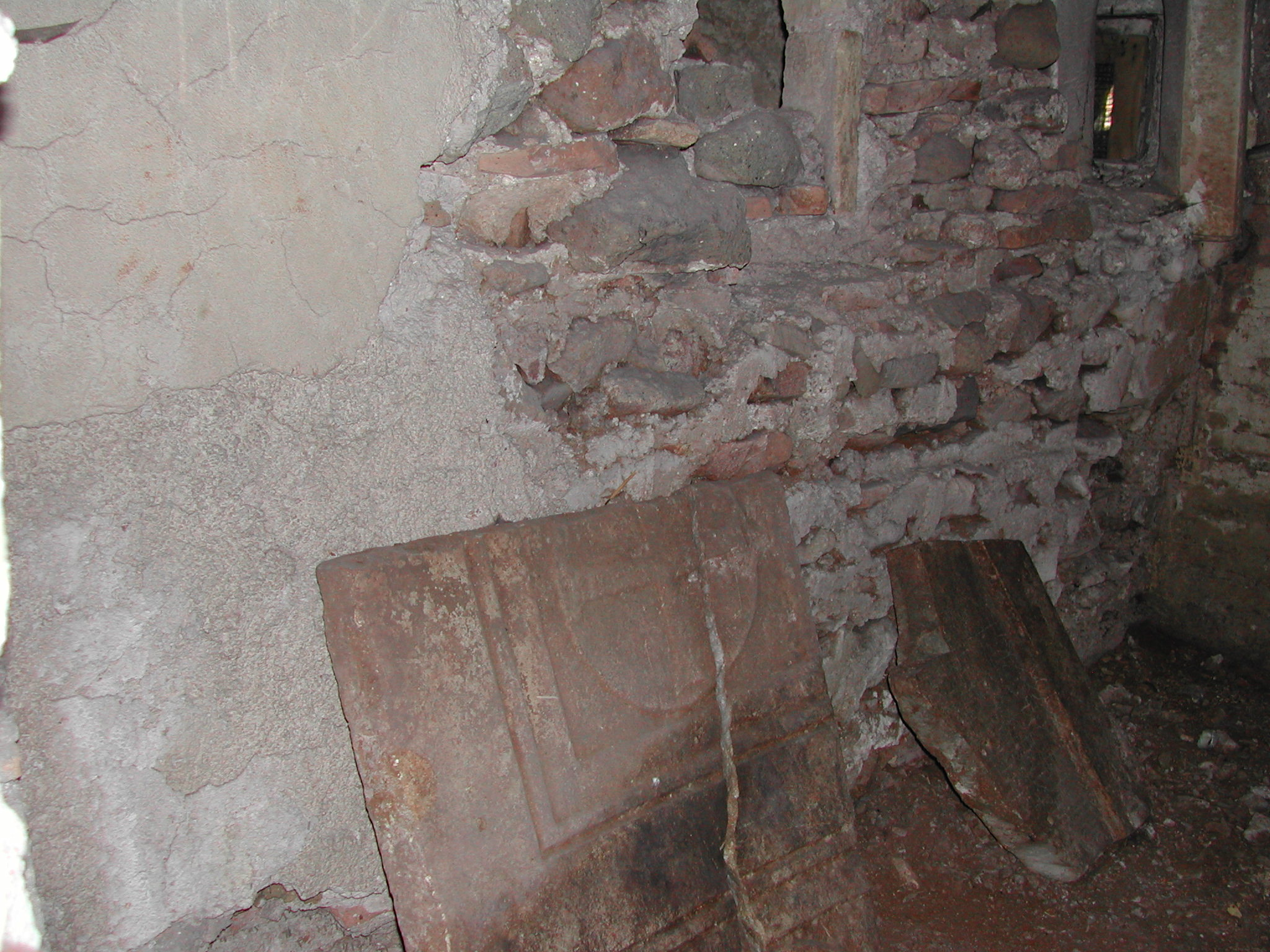
Sepolcro di san Zenone e dei soldati
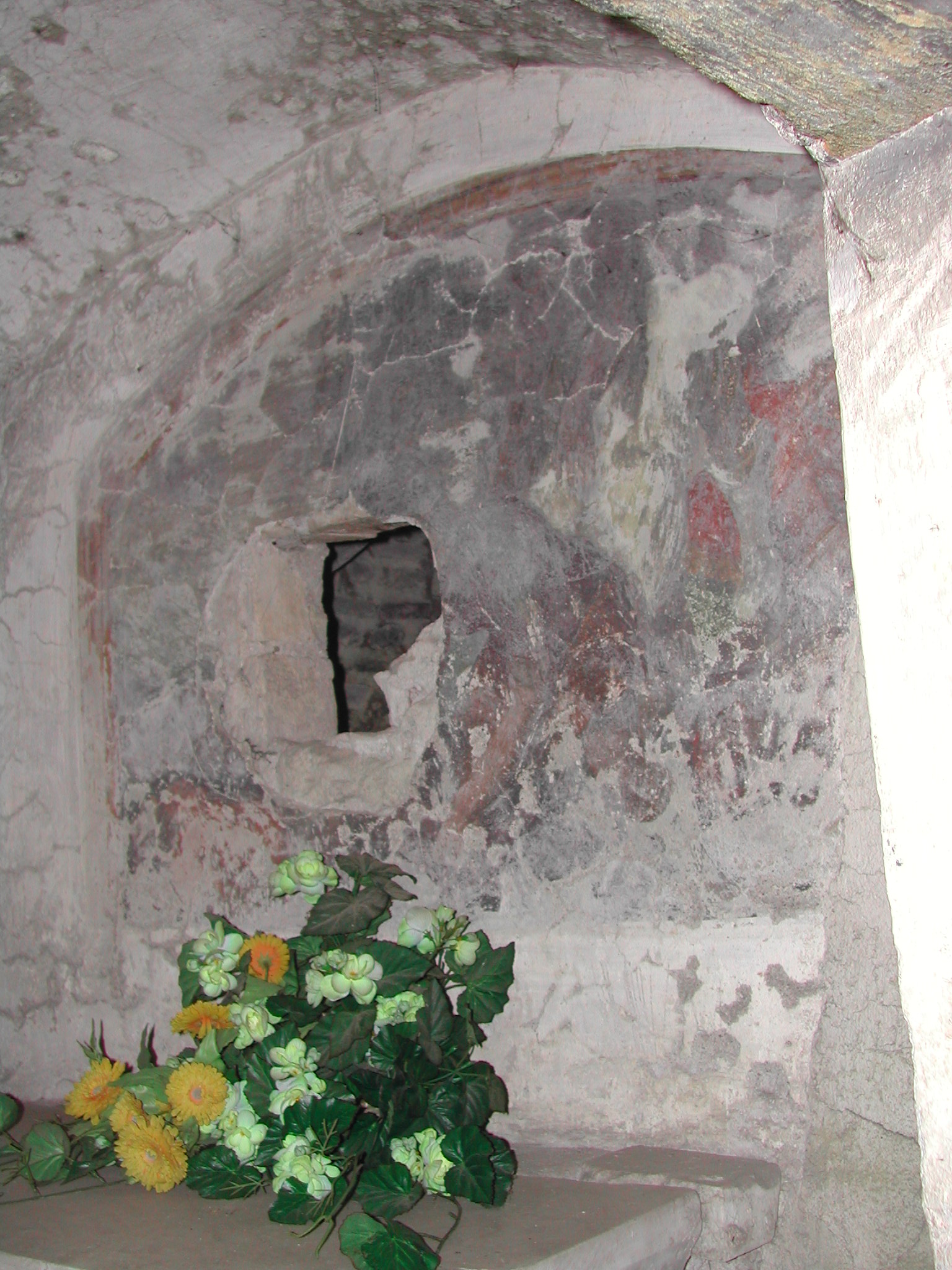
Altare di Dia

## Birrificio trappista
Dal 2014 l'abbazia delle Tre Fontane produce l'omonima birra, una delle poche birre trappiste riconosciute dall'Associazione Internazionale Trappista nel mondo.

## Abati commendatari
Fonte: Storia dell'Abbazia delle Tre Fontane dal 1140 al 1950.
- Berardo Eroli (1461-1479)
- Raffaele Riario (3 aprile 1479 - 1518 rinuncia alla commenda)
- Giulio de' Medici (1518-1520)
- Andrea della Valle (1520-1531)
- Ippolito de' Medici (1531-1535)
- Alessandro Farnese (1535-1544) (I)
- Ranuccio Farnese (1544-1565) col fratello Alessandro (II)
- Alessandro Farnese (1565-1588) (III)
- Ippolito Aldobrandini (1588 - 1592 eletto papa)
- Pietro Aldobrandini (1592-1621)